# André Perrottet von Laban

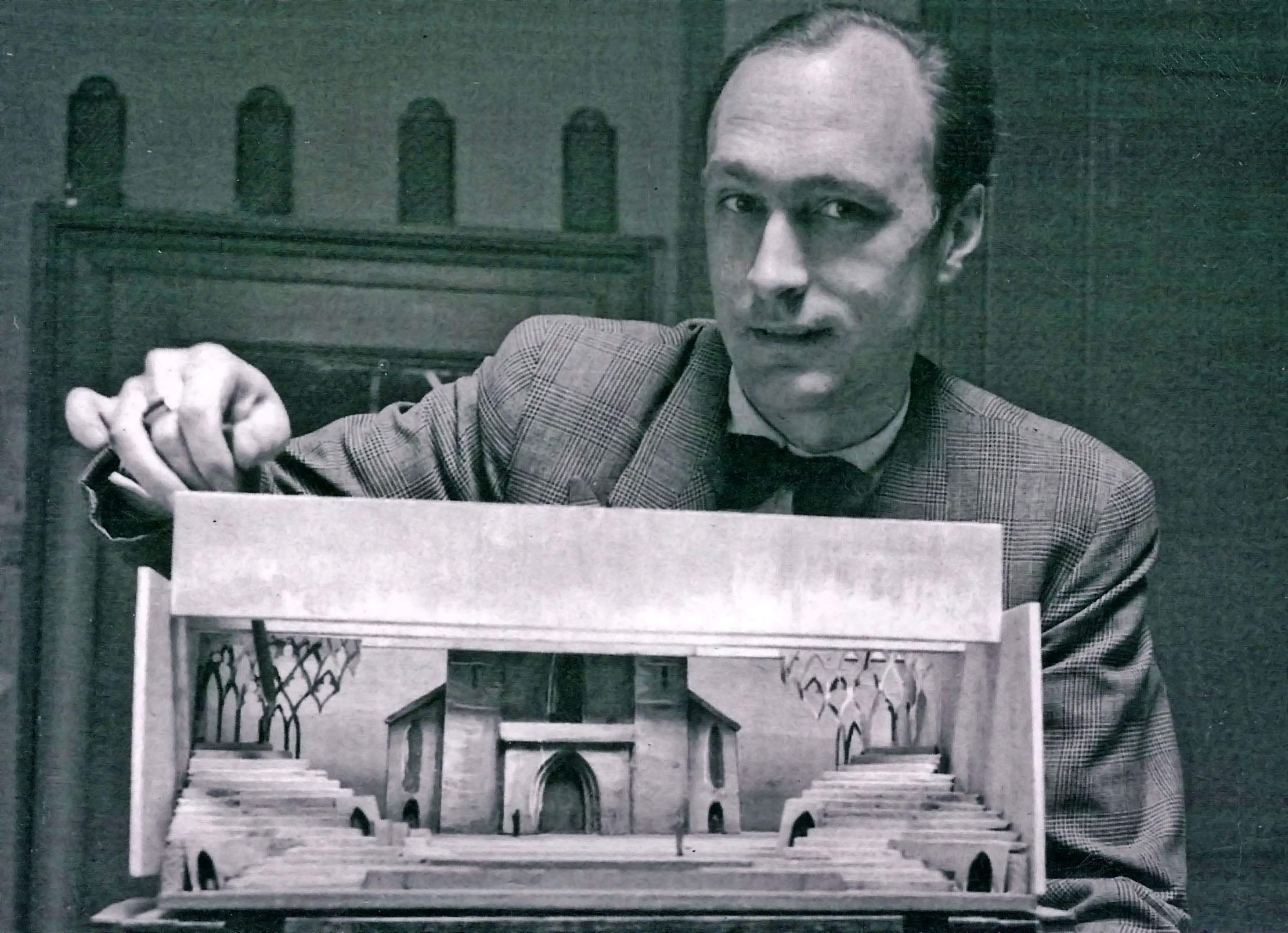
André Perrottet von Laban

André Perrottet von Laban (* 30. Januar 1916 als Adelar Perrottet in Hombrechtikon; † 24. Februar 1956 in Oensingen) war ein Schweizer Bühnenbildner und Theaterbau-Visionär. Er wurde vor allem bekannt durch seine stimmungsvollen Bühnenbilder sowie sein Projekt eines Rundtheaters mit drehbarem Zuschauerraum.

## Leben

### Namensgebung und Kindheit
Seine Eltern, der Tänzer, Choreograf und Bewegungstheoretiker Rudolf von Laban und Suzanne Perrottet, Bewegungspädagogin und gelernte Musikerin, hatten für ihn den Namen Allar erfunden. Da jedoch bei der Registrierung der Beamte darauf bestand, einen bestehenden Namen zu wählen, wurde sein Vorname mit Adelar eingetragen. Diese Namensgebung fand aber außerhalb von offiziellen Dokumenten keinen Gebrauch. Er blieb Allar für Familie und Freunde, und ab ca. 9 Jahren nannte er sich in der Öffentlichkeit André, um Hänseleien von Seiten der Schulkameraden wegen der Ähnlichkeit seines Namens mit Allah zu entgehen.
Schon früh erfuhr der junge André, was es bedeutet, ein Kind von zwei Künstlern zu sein, deren neue Ideen nur durch eine volle Konzentration auf die Ausübung ihrer Berufe realisiert werden konnten. Sein Vater kehrte nach Kriegsende nach Deutschland zurück, um dort seine Karriere als Tänzer und Choreograph fortzusetzen, während seine Mutter in Zürich die mit Laban gegründete Schule übernahm und diese sodann unter dem Namen Schule für Eurythmie weiter aufbaute. André Perrottet wuchs in Heimen und bei Pflegeeltern auf und später in den Internaten Hof Oberkirch und Glarisegg.

### Erste Schritte Richtung Bühnenbild
An letzterem Ort widmete er sich leidenschaftlich dem – anlässlich eines Besuchs bei Jakob Flach in Arcegno erlernten – Schnitzen und Führen von Marionetten und inszenierte Aufführungen von Goethes Faust. Als begabter Zeichner fertigte er auch die Bühnenbilder dazu selbst an. Nach Abgang vom Internat (1933) vermittelte ihn seine Mutter als Lehrling des neu ans Zürcher Stadttheater engagierten Bühnenbildners Roman Clemens. 1934 begleitete André Perrottet den Regisseur Hans Zimmermann von Zürich ans Berner Stadttheater, wo er als Volontär bereits selbständig seine ersten Dekorationen kreierte (u. a. für Die Perlenfischer).
Auf einem Ball im Zürcher Hotel Dolder lernte Perrottet seine zukünftige Lebenspartnerin Julia von Wyss (Tochter von Otto [von] Wyss) kennen. 1935 besuchte er die Akademie der Bildenden Künste München, wo ihn bereits im folgenden Jahr das Angebot eines Engagements als Bühnenbildner des Stadttheaters Basel erreichte. Auf Anraten seines Lehrers Emil Preetorius nahm der erst 20-Jährige das Angebot an.

### Bühnenbildner am Basler Stadttheater
Die erste Spielzeit an der neuen Wirkungsstätte (1936/37) gestaltete sich mit 35 Premièren (u. a. Die Csardasfürstin, Die Macht des Schicksals, Lohengrin) überaus arbeitsreich, ebenso die zweite Spielzeit (mit den Höhepunkten Don Juan, Die schöne Helena und Die verkaufte Braut). Das anspruchsvolle Pensum wurde von Perrottet nicht zuletzt dank der guten Zusammenarbeit mit dem 1937 neu verpflichteten Regisseur Gustav Hartung mit Bravour bewältigt. Die Kritiker attestierten ihm «stimmungsvolle malerische Geschlossenheit der Szenerien» (Basler Nachrichten), ein «hervorragend stimmungsgewaltiges und packendes Bühnenbild» (National-Zeitung) sowie «offenkundig eine wirkliche Begabung, die nur immer mehr Möglichkeiten zur Erprobung braucht» (National-Zeitung).

### Auslandsaufenthalt und Rückkehr nach Basel
1938 liess sich André Perrottet vom Basler Stadttheater beurlauben und verbrachte, als Verschnaufpause und zum Erlernen der Sprache, ein Jahr in England. Während dieser Zeit traf er sich mehrmals mit seinem Vater. Auch hatte er in London viele Kontakte mit Theaterleuten, u. a. mit Paul Czinner, mit dem er an einem Bühnenstück zu arbeiten begann. Diese Zusammenarbeit wurde jedoch unterbrochen, da Perrottet kurz vor dem drohenden Kriegsausbruch wieder in die Schweiz zurückkehrte. Es folgten für ihn sieben weitere Spielzeiten am Stadttheater Basel. Ebenfalls in die Schweiz zurückgekehrt war der Schweizer Tänzer und Choreograph Max Terpis, der ursprünglich Architekt war und von Suzanne Perrottet entdeckt und zum Berufswechsel inspiriert wurde. Er wurde zunächst als Gast und später als ständiger Regisseur nach Basel verpflichtet. André Perrottet war sehr glücklich über die mehrjährige freundschaftliche Zusammenarbeit mit ihm. 1940 heiratete Perrottet Julia von Wyss und wurde daraufhin Familienvater durch die Geburt seiner Kinder Claude Antoine (1941), Cosima (1942) und Oliver (1949).
1944 übernahm der Schweizer Regisseur Franz Schnyder die Direktion des Schauspiels in Basel. Es folgten zwei Spielzeiten mit rund 10 gemeinsamen Aufführungen (Höhepunkt: Inszenierung von Jacobowsky und der Oberst von Franz Werfel), und auch hier war die Zusammenarbeit mit «Perro», wie André von Kollegen genannt wurde, «stets wundervoll» (Schnyder). 1946, nach sieben Jahren ununterbrochener Tätigkeit am Stadttheater Basel wünschte sich Perrottet einen «Ausbruch aus der Tretmühle». Dazu kam, dass der neu verpflichtete Schauspieldirektor Kurt Horwitz verlauten liess, er lege keinen besonderen Wert auf Dekoration und spiele «am liebsten vor Vorhängen». Zusammen mit seiner Frau überlegte sich Perrottet die Möglichkeit, mit Gastspielen an verschiedenen Theatern finanziell durchzukommen. Nach Erstellung eines detaillierten Haushaltsbudgets wurde der Entschluss gefasst und die Kündigung eingereicht.

### Gastspiele
Die folgenden Jahre waren gekennzeichnet durch Entbehrungen, aber auch durch eine sehr abwechslungsreiche Tätigkeit. André Perrottet arbeitete beim Film und machte Gast-Inszenierungen (u. a. in Baden-Baden, Zürich, St. Gallen und Luzern, sowie 1951/52 die Gestaltung der Bundesfestspiele in Basel, Schaffhausen und Glarus). Auch trat er in Kontakt mit Gottlieb Duttweiler, der ihn als Organisator und Entwickler der beginnenden Klubhaus-Veranstaltungen einsetzte.

### Das Rundtheater-Projekt
Kurz nach der Geburt seines dritten Kindes Oliver (1949) trat André Perrottet zum ersten Mal an die Öffentlichkeit mit seinem Rundtheater-Projekt: ein drehbarer Zuschauerraum, umschlossen von einer Ringbühne. Im zerstörten Deutschland der Nachkriegszeit herrschte ein grosser Bedarf an Neu- und Umbauten auch von Theatern. Auf mehreren Reisen propagierten André Perrottet und sein Geschäftspartner, der Architekt Erwin Stoecklin, das Projekt, und nahmen Verhandlungen mit mehreren Stadtverwaltungen auf. Trotz grossem Echo bei Fachleuten, Publikum und Presse kam es aber nicht zu einer Realisierung eines Rundtheater-Prototyps. Am nächsten daran war die Stadt Krefeld, wo der Abschluss des Bauvertrags erst in letzter Minute scheiterte.

### Erneute Rückkehr nach Basel
Als Albert Wiesner, mit dem sich während der Gastspiele in Luzern eine Freundschaft und fruchtbare Kooperation entwickelt hatte, 1953 als Direktor nach Basel berufen wurde, entschloss sich André Perrottet ebenfalls, noch einmal ans Basler Stadttheater zurückzukehren, doch mit dem Tod Wiesners 1954 nahm diese neue Zusammenarbeit ein jähes Ende. Mit dem neuen, 1955 verpflichteten Direktor Hermann Wedekind kam kein gutes Einvernehmen zustande. Am 30. Januar 1956, seinem 40. Geburtstag, erhielt Perrottet vom Stadttheater einen Brief, in dem ihm mitgeteilt wurde, dass sein Vertrag für die kommende Spielzeit nicht mehr erneuert werde. Erfolglos versuchte er, die drohende Entlassung abzuwenden. Zwei Wochen später schied André Perrottet freiwillig aus dem Leben. Die Aufführung der Oper Carmen vom 25. Februar fand in seinen Bühnenbildern, aber ohne ihn statt. Ein grosser Teil des Nachlasses mit zahlreichen Bühnenbild- und Kostümentwürfen befindet sich im Schweizer Archiv der Darstellenden Künste (SAPA; ehemals Schweizerische Theatersammlung).